# زانج ييمو

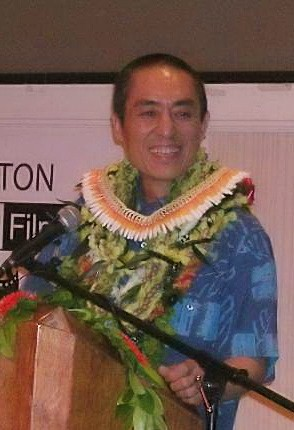
زانج ييمو

زانغ ييمو (بالصينية: 张艺谋) المولود في عام 1950 مخرج صيني من «الجيل الخامس» أظهر في صباه ولعاً واهتماماً كبيراً بالتصوير الضوئي والتصميم. وفي عام 1982 وبعد أن تخرج من الأكاديمية السينمائية في بكين، التحق باستوديو غوانغسي السينمائي وفاز بجوائز أفضل تصوير سينمائي من جوائز الديك الذهبي الصيني عن عمله في فيلمي «الأرض الصفراء» و«الاستعراض الكبير». ثم توسع زانغ في مجال مهنته السينمائية الصينية وحمل أول أعماله في الإخراج السينمائي عنوان «الذرة الحمراء» الذي نال جائزة الدب الذهبي في مهرجان برلين السينمائي الدولي، ثم فاز فيلمه التالي «قصة کیوجو» بجائزة الأسد الذهبي في مهرجان البندقية السينمائي، وجعلته تلك الجوائز يرتقي إلى مصاف أشهر صانعي الأفلام على المستوى العالمي.

## روابط خارجية
- زانج ييمو على موقع IMDb (الإنجليزية)
- زانج ييمو على موقع الموسوعة البريطانية (الإنجليزية)
- زانج ييمو على موقع مونزينجر (الألمانية)
- زانج ييمو على موقع قاعدة بيانات الأفلام العربية
- زانج ييمو على موقع قاعدة بيانات الأفلام العربية
- زانج ييمو على موقع ألو سيني (الفرنسية)
- زانج ييمو على موقع ميوزك برينز (الإنجليزية)
- زانج ييمو على موقع تيرنر كلاسيك موفيز (الإنجليزية)
- زانج ييمو على موقع أول موفي (الإنجليزية)
- زانج ييمو على موقع بوكس أوفيس موجو (الإنجليزية)